# اکساندرولون
اکساندرولون یا اگزاندرولون (به انگلیسی: Oxandrolone)
نام‌های تجارتی: Oxabone - Anavar- Oxandrin
رده درمانی: درمان کمکی جهت افزایش وزن.
رده فارماکولوژیک: استروئید آنابولیک
اشکال دارویی: قرص ۲٫۵ میلی‌گرمی و 10 میلی‌گرمی

## مکانیسم اثر
اکساندرولون از مشتقات صناعی تستوسترون و جزو آندروژنهای سنتتیک است و دارای خواص آندروژنیک می‌باشد. این دارو باعث تحریک آنابولیسم پروتئین‌ها و تحریک اشتها می‌شود.

## موارد مصرف
1. درمان کمکی جهت افزایش وزن، به دنبال کاهش وزن ناشی از: تروماهای شدید، جراحی‌های وسیع، عفونت‌های مزمن، مصرف دراز مدت کورتیکواستروئیدها، سوختگی‌های وسیع
2. تسکین دردهای استخوانی ناشی از پوکی استخوان
3. جبران کاتابولیسم پروتئین‌ها به دنبال تجویز طولانی کورتیکواستروئیدها [بیان دیگری برای کاربرد نخست]
4. درمان هیپرتری گلیسریدمی در مردان.
5. ترمیم تسریع زخم‌های پوستی و بهبود عملکرد ریوی در ورزشکاران

نکته از کتاب کاتزونگ:

یکی از کاربردهای آندروژن‌ها، از جمله آندروژن‌های سنتتیک مثل اگزاندرولون و استانوزولول، افزایش وزن در سندرم‌های تحلیل برنده (نظیر ایدز) می‌باشد.

## طریقه مصرف
- دربالغین: ابتدا، روزانه ۲٫۵ میلی‌گرم از راه خوراکی، ۲ تا ۴ بار در روز تجویز می‌شود و سپس دوزهای بعدی بر مبنای پاسخ بالینی بیمار تعیین و بین ۲٫۵ تا ۲۰ میلی‌گرم در روز تنظیم و تجویز می‌گردد.

دورهٔ درمانی ۲ تا ۴ هفته‌است و در صورت لزوم می‌توان این دوره را تکرار نمود.
دوز مؤثر Anavar در ورزشکاران مذکر ۲۰ تا ۱۰۰ میلی‌گرم در روز و در ورزشکاران مؤنث ۵/۲ تا ۲۰ میلی‌گرم در روز می‌باشد.
- در کودکان روزانه ۰٫۱ میلی‌گرم به ازای هر کیلوگرم وزن بدن از راه خوراکی تجویز می‌شود. در صورت لزوم می‌توان این دوره را تکرار نمود.

## موارد منع مصرف
- حساسیت مفرط نسبت به این دارو
- سرطان پستان
- سرطان پروستات
- هیپرپلازی خوش‌خیم پروستات
- هیپرکلسمی
- اختلال شدید عملکرد کبد
- اختلال شدید عملکرد هیپوفیز
- حاملگی
- دوران شیردهی

توجه: استفاده از این دارو در افراد مسن، نوجوانان، اختلال عملکردکلیه و سابقه آنفارکتوس میوکارد، باید با احتیاط باشد.

## تداخلات دارویی
- داروهایی که باعث تحریک فعالیت آنزیم‌های کبدی می‌شوند، متابولیسم اکساندرولون را افزایش و سطح سرمی آن را کاهش می‌دهند.
- در صورت مصرف همزمان این دارو با داروهای ضد دیابت خوراکی (سولفونیل اوره‌ها، نیاز به این داروها کاهش می‌یابد.
- در صورت مصرف همزمان این دارو با داروهای ضد انعقاد خوراکی، خطر بروز خونریزی افزایش می‌یابد.

## عوارض جانبی
- در دستگاه اعصاب مرکزی: سردرد، بی خوابی، افسردگی
- در دستگاه تناسلی ادراری: اختلالات قاعدگی، آتروفی بیضه‌ها، بزرگی پستانها
- در پوست: آکنه، رشد غیرطبیعی مو . حساسیت پوستی
- در دستگاه گوارش: تهوع، استفراغ، درد شکم
- در سایر دستگاه‌ها: خیز، افزایش آنزیم‌های کبدی، هیپرکلسمی، خشونت صدا، افزایش وزن، افزایش کلسترول